# 西塩釜テレビ中継局
西塩釜テレビ中継局（にししおがまテレビちゅうけいきょく）は、宮城県塩竈市に置かれていたテレビ中継局。

## 中継局概要
| 放送局名          | チャンネル | 空中線電力       | ERP               | 放送対象地域 | 放送区域内世帯数 | 運用開始日    |
| ----------------- | ---------- | ---------------- | ----------------- | ------------ | ---------------- | ------------- |
| MMT宮城テレビ放送 | 36ch       | 映像3W 音声750mW | 映像8.7W 音声2.2W | 宮城県       | 1,672世帯        | 1974年3月29日 |
| OX仙台放送        | 38ch       | 映像3W 音声750mW | 映像8.7W 音声2.2W | 宮城県       | 1,672世帯        | 1974年3月29日 |
| TBC東北放送       | 40ch       | 映像3W 音声750mW | 映像8.7W 音声2.2W | 宮城県       | 1,672世帯        | 1975年3月29日 |
| NHK仙台総合       | 42ch       | 映像3W 音声750mW | 映像8.7W 音声2.2W | 宮城県       | 1,672世帯        | 1974年3月30日 |
| NHK仙台教育       | 44ch       | 映像3W 音声750mW | 映像8.7W 音声2.2W | 全国放送     | 1,672世帯        | 1974年3月30日 |
| KHB東日本放送     | 46ch       | 映像3W 音声750mW | 映像9.1W 音声2.3W | 宮城県       | 1,672世帯        | 1976年11月1日 |

- 当初、全国一斉の2011年7月24日で廃局となる予定だったが、同年3月11日に発生した東北地方太平洋沖地震（東日本大震災）の影響により、アナログ波停波が、2012年3月31日まで延期された。
- 地上デジタル中継局開設の予定はなく、仙台送信所や涌谷中継局などからの電波を受信することになった[5]。

## 所在地
- 塩竈市泉ヶ岡10番1号（宮城県塩釜高等学校そば）

## 放送エリア
- 仙台送信所などからの電波が届きにくい塩竈市北部をカバーしていた。